# Campionato europeo di baseball 1957
Il campionato europeo di baseball 1957 è stato la quarta edizione del campionato continentale. Si svolse a Mannheim, nell'allora Germania Ovest, fra il 7 e il 13 luglio 1957, e fu vinto dai 
Paesi Bassi, alla loro seconda affermazione in ambito europeo.

## Squadre partecipanti
- Belgio
- Germania Ovest
- Italia
- Paesi Bassi
- Spagna

## Risultati
|    | Team           | V - P | Pf - Ps | %     |
| -- | -------------- | ----- | ------- | ----- |
| 1. | Paesi Bassi    | 4 - 0 | 36 - 2  | 1.000 |
| 2. | Germania Ovest | 3 - 1 | 30 - 23 | 0.750 |
| 3. | Italia         | 2 - 2 | 18 - 14 | 0.500 |
| 4. | Spagna         | 1 - 3 | 23 - 34 | 0.250 |
| 5. | Belgio         | 0 - 4 | 16 - 50 | 0.000 |

| Mannheim luglio 1957 | Belgio | 9 – 12 | Spagna |  |

| Mannheim luglio 1957 | Belgio | 5 – 16 | Germania Ovest |  |

| Mannheim luglio 1957 | Belgio | 2 – 8 | Italia |  |

| Mannheim luglio 1957 | Belgio | 0 – 14 | Paesi Bassi |  |

| Mannheim luglio 1957 | Spagna | 7 – 8 | Germania Ovest |  |

| Mannheim luglio 1957 | Spagna | 3 – 7 | Italia |  |

| Mannheim luglio 1957 | Spagna | 1 – 10 | Paesi Bassi |  |

| Mannheim luglio 1957 | Germania Ovest | 6 – 2 | Italia |  |

| Mannheim luglio 1957 | Germania Ovest | 0 – 9 | Paesi Bassi |  |

| Mannheim luglio 1957 | Italia | 1 – 3 | Paesi Bassi |  |

## Classifica finale
| Campione d'Europa | Campione d'Europa |
| ----------------- | ----------------- |
| Paesi Bassi       |                   |
| Argento           | Germania Ovest    |
| Bronzo            | Italia            |
| 4.                | Spagna            |
| 5.                | Belgio            |